# Актюбинский областной русский драматический театр
Актюбинский областной русский драматический театр — театр, находившийся в казахстанском городе Актобе. Ныне — русская труппа Актюбинского областного театра драмы имени Т. Ахтанова.
Русский драматический театр был создан в 1934 году. По другим данным, первая попытка создания русского театра в Актюбинске относится к 1943 году, когда в город был эвакуирован Днепропетровский музыкально-драматический театр, прекративший существование в 1948 году. Во второй раз русский драматический театр открылся в 1965 году в здании областного Дома культуры.
В 1992 году на базе этого театра был вновь открыт казахский театр, закрывшийся в 1941 году после начала Великой Отечественной войны. В 1997 году театру было присвоено имя казахского писателя и драматурга Тахави Ахтанова, а в 1998 году казахская и русская труппы были объединены в Актюбинский областной театр драмы имени Т. Ахтанова.
В 1996 году на Республиканском фестивале театров в городе Жезказган, посвященном 150-летию Жамбыла, Актюбинский драматический театр, выступив с пьесой «Эти свободные бабочки» Л. Герба, занял 3 место. В труппе работали актёры, заслуженные артисты Казахстана Р. А. Маркова, В. И. Бритц, заслуженные артисты Марийской Республики и Татарстана, О. М. Блинов, Б. Я. Априскин, Р. Телеуова, Н. П. Бакарева и др.
В репертуар театра входят спектакли «Ожидание завтрашнего дня» Д. Исабекова, «Рядовые», «Вечер» А. А. Дударева, «Вагончик» Н. Павловой, «Алия» А. Тарази, «Царь Феодор Иоаннович» А. К. Толстого, «Брестский мир» М. Ф. Шатрова.